# 碁会所
碁会所（ごかいしょ）とは、席料を支払い、有料で囲碁を打つことができる場所である。
囲碁センター、サロンのような形態で、駅前などに集中していることが多く全国的に存在している。日本棋院内にも有料で打てる場所がある。

## 概要
店内に複数の碁盤を用意し、来客者同士で対局を行わせる形式が一般的である。最も重要な要素は席亭（店主）によるマッチメイキング能力である。来客者の碁打ちとしての力量の見極めはもとより、常連客においては打ち方の筋・性格などを見極め「楽しく打てる」（時には刺激を与えるため苦手同士を打たせる）場を作ることが求められる。
サービスは碁会所によってもさまざまであるが、その店独自の段級位システムを構築しているケースが多い。また、初心者への指導も行っている碁会所もある。その他にも、大会などのイベントが催されることもある。

## 現状と課題
1970年代から80年代において、碁会所は全国各地の主に雑居ビル点在し、中には会社（企業）の囲碁部の御用達になるなど一定の客層が付き賑わいを見せていた所も多かった。2002年～2003年にかけて、テレビアニメ「ヒカルの碁」の影響もあってか近年稀に見る空前の囲碁ブームとなり、各地の公民館で行われた囲碁教室に入門希望者が殺到、碁会所も挙って入門指導を行うようになった。現在の20代後半～30代前半世代にはヒカルの碁を見て囲碁を始めたという人も多いと言われる。
しかし2000年代頃からネット碁の普及が進み、碁会所に行かずとも対局相手を探すことが容易になったため、碁会所に足を運ぶものが少なくなったことで全国各地で廃業し始める囲碁サロンが出始めてきたが、ネット未経験の多くの高齢者は変わらずに碁会所へと通い続けた。90年代後半から徐々に高齢化していた碁会所は更なる高齢化が進んだが、その矢先にヒカルの碁による囲碁ブームが押し寄せてしまった事もあり、先行きに対し危機感を持つ経営者が少なかったことが、近年、若い世代を新規に獲得できないまま廃業に追い込まれる囲碁サロンが増えた一因となっているとの見方もある。
2010年代に入ると、その勢いに乗じて「囲碁ガール」という言葉も生まれるなどしたが、それと入れ替わるようにして碁会所にも高齢化の波が押し寄せ、軽々者の高齢化による後継者不足に、新型コロナウイルスCovid-19の感染拡大による自粛も相まって、廃業する碁会所は次第に増え始めた。比較的囲碁人口が多いといわれる首都圏でさえも、長く愛された歴史ある碁会所が後継者不足で廃業するなどのケースもあった。基本的に碁会所は低料金で碁を打ち放題となるため、収益を見込める経営モデルが確立しにくいという課題がある。従って、先が全く見通せない為、後継者に名乗りを上げるものも少ないのが現状である。
この様な現状を受け、2010年代中期～後半にかけて、いわゆる「囲碁カフェ」や「囲碁喫茶」など、新しいスタイルの囲碁サロンも登場した。数は少ないが「囲碁バー」などもある。また、従来男性高齢者が多かった客層を改善する為、女性向け囲碁サロンにしたり、喫煙が当たり前だった碁会所が全面禁煙にしてリニューアルするなど、新たな客層の獲得に模索が続いている。しかし、レジャー白書によると、囲碁人口は年々減っており、特に若い世代になるほど少なくなる事から、特に地方の碁会所に於いて、ネット如何を問わず、そもそも囲碁を打てる者自体が少なくなっている中で、新規の常連客の獲得に苦戦しているのが現状である。
1980年代、碁会所の全盛時代に於いて、碁会所は会社の囲碁部や近所の老人会の御用達となっており、毎日のように足繁く碁会所へ通うものもいた。しかし、その頃、碁会所では、囲碁が強くない者をぞんざいに扱ったり、彼らに対し明らかに足元を見たりするような経営者も多くいて、いわゆる「初心者いじめ」と呼ばれる行為が横行した事で若者や初心者は碁会所へ行かなくなり、それが近年における「怖い」とか「敷居が高い」「行った所でどうせぞんざいに扱われるに違いない」といった碁会所のイメージを生んでしまい、新規に囲碁をやる者も減ったことも相俟って、経営者を含め世代交代が図られなかった。碁会所の経営に於いて、強豪の常連を相手にした方が割がよく、また常連客は毎日のように通っており席亭とも顔馴染みの為、マナーを守らず我が物顔で居座る高齢者が多いものの、彼らが離れていく事を恐れて、席亭も強くは言えないことが多いと言われている。
近年になり、かつてそのような「初心者いじめ」にあった世代の碁会所経営者が危機感を持ち始め、初心者でも入りやすい囲碁サロンを目指して改革を進めているが、1度ついたイメージを覆すのは容易ではなかった。現代に於いて、それは過去の話であり、今はそのような事はないと言う囲碁ファンも少なからずいるが、現役の将棋棋士でありながら囲碁も打つ先崎学は2020年頃、自らのXで、碁会所に行った際にそのような扱いを受けたと投稿し話題になった。先崎の妻で囲碁棋士の穂坂繭に依れば、「席亭は無言で、（先崎の）対局相手は「あんたの石は薄いよ」などと発言した」らしく、一部の碁会所では今もイメージ通りのマナーの悪さが露呈している。
ちなみに、将棋においては碁会所のような一般的な呼称は存在せず、将棋道場・将棋センター・将棋サロンなどと呼ばれる。